# Населённые пункты, вошедшие в состав Тулы
Населённые пункты, вошедшие в состав Тулы — перечень населённых пунктов, существовавших на территории современной Тулы и не являющиеся географическими объектами (или административно-территориальными единицами) административного деления Тулы.

## Преамбула
При включении в городскую черту топоним (название упразднённого населённого пункта или местности) может сохраняться в названии микрорайона, жилмассива, остановки общественного транспорта.  
После вхождения населённого пункта в черту города его уличная сеть включается в общегородскую, что приводит, при необходимости, переименование урбанонимов (элементов уличной сети).

## Перечень
События даны в хронологическом порядке, с сохранением буквы законодательного акта.
- 1715 год. «село Рожественное, Чулкова тож» куплено казной для заселения оружейниками.
- Постановлением Президиума ВЦИК 30 августа 1930 года в черту города Тулы Московской области включено село Мясново Тульского района.
- Постановлением Президиума ВЦИК 20 января 1931 года в черту города Тулы включена деревня Куруловка с хутором Комарово.
- В сентябре 1947 года Указом Президиума Верховного Совета РСФСР населённый пункт Глухие Поляны Тульского района Тульской области включён в городскую черту г. Тулы.
- 18 апреля 1951 года Указом Президиума Верховного Совета РСФСР в городе Туле образован Новотульский городской район, в его состав включена территория Новотульского рабочего посёлка Тульского городского Совета
- Указом Президиума Верховного Совета РСФСР от 21 апреля 1955 года посёлок Рогожинский Косогорского района включён в городскую черту города Тулы.
- Указом Президиума Верховного Совета РСФСР от 19 мая 1955 года населённые пункты Комарский и Дачный Тульского района включены в черту города Тулы.
- Указом Президиума Верховного Совета РСФСР от 17 октября 1957 года в черту города Тулы включён населённый пункт Новогостеевский Косогорского района.
- Указом Президиума Верховного Совета РСФСР от 16 июля 1958 года в черту города Тулы включены: рабочий посёлок Горелки и населённые пункты: Алешня, Горельские выселки, Заводской, Татарки, Хомяковский, железнодорожные будки 183, 185 и 187-го км пригородной зоны города Тулы, посёлки: Волоховский 1-й, Волоховский 2-й, отдельные дома завода резино-технических изделий и населённый пункт Верхняя Китаевка Косогорского района.
- Указом Президиума Верховного Совета РСФСР от 27 июня 1959 года в черту города Тулы включён населённый пункт Михалково Косогорского района.
- Решением Тульского облисполкома от 4 сентября 1962 года населённый пункт Верхнее Криволучье, расположенный на землях, переданных Тульскому горисполкому, включён в черту рабочего посёлка Новотульский.
- Указом Президиума Верховного Совета РСФСР от 2 августа 1968 года в черту города Тулы включён рабочий посёлок Новотульский. Решением Тульского облисполкома от 6 августа 1968 года территория упразднённого Новотульского рабочего посёлка включена в состав Пролетарского района города Тулы.
- 2015 год. В черту Тулы вошли: Косая Гора, Менделеевский, Скуратовский.